# C-RAM

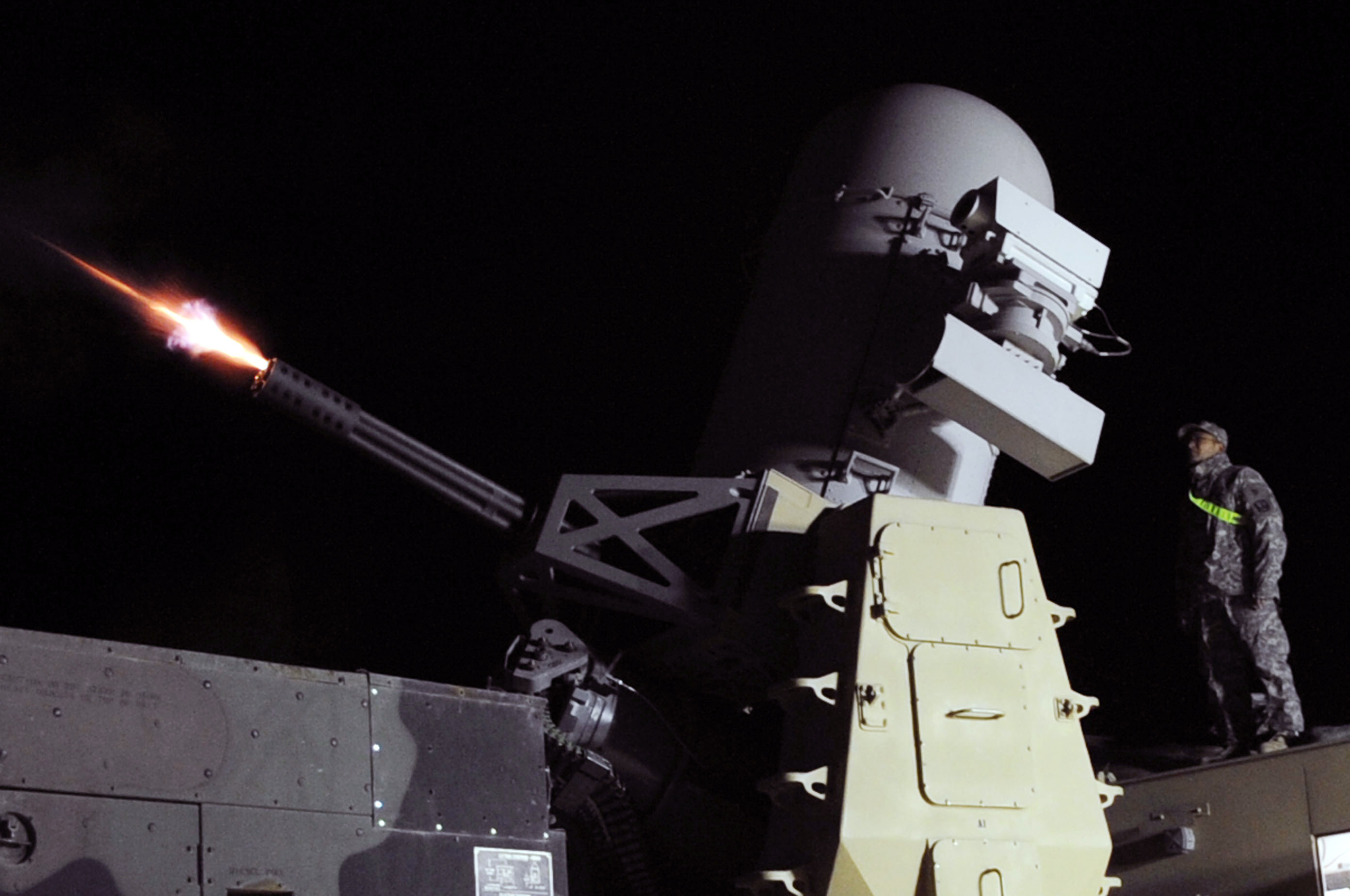
Випробування C-RAM системи Phalanx LPWS у 2010 р. поблизу міста Багдад, Ірак

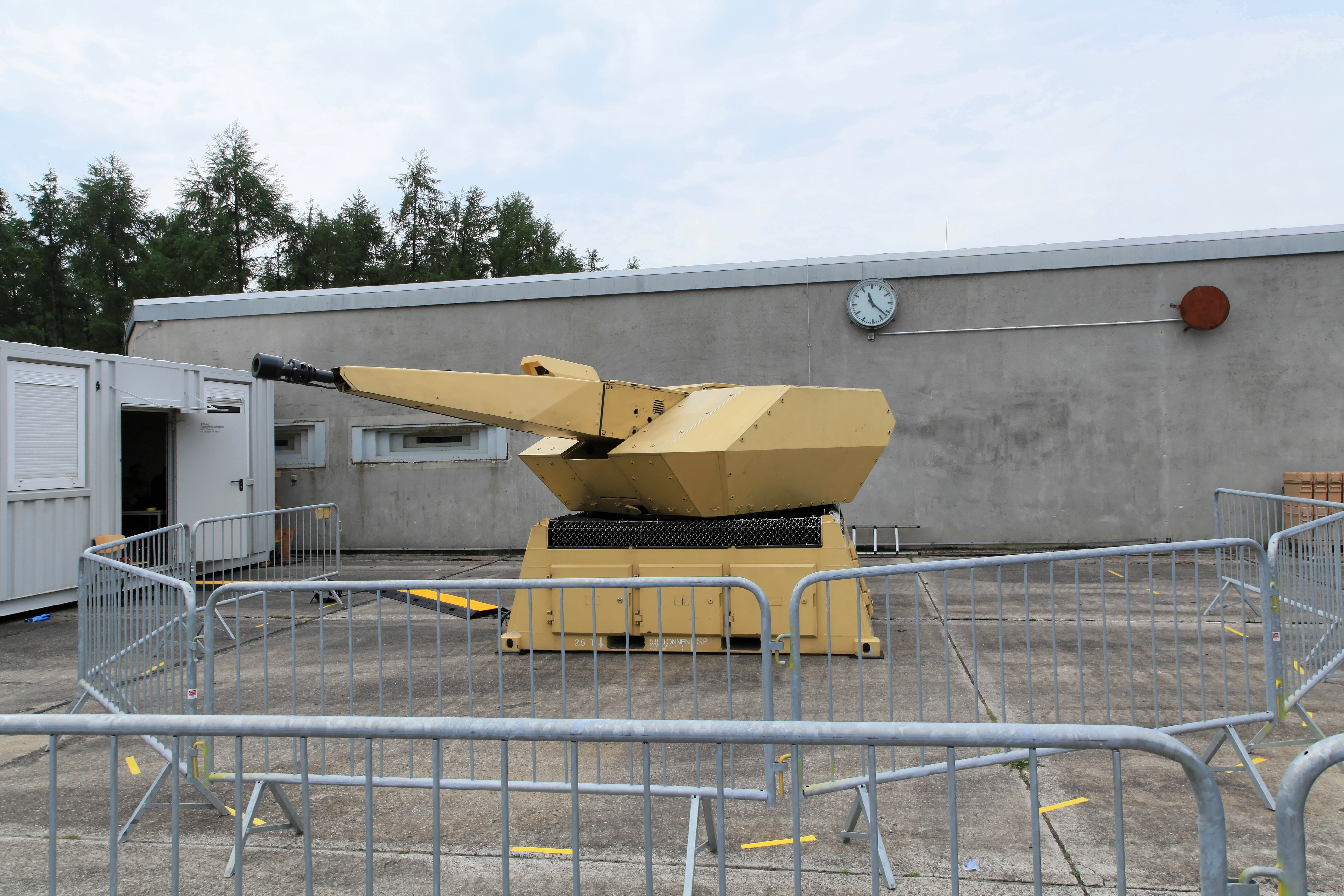
Німецький комплекс C-RAM MANTIS, сучасна назва комплексу Skyshield

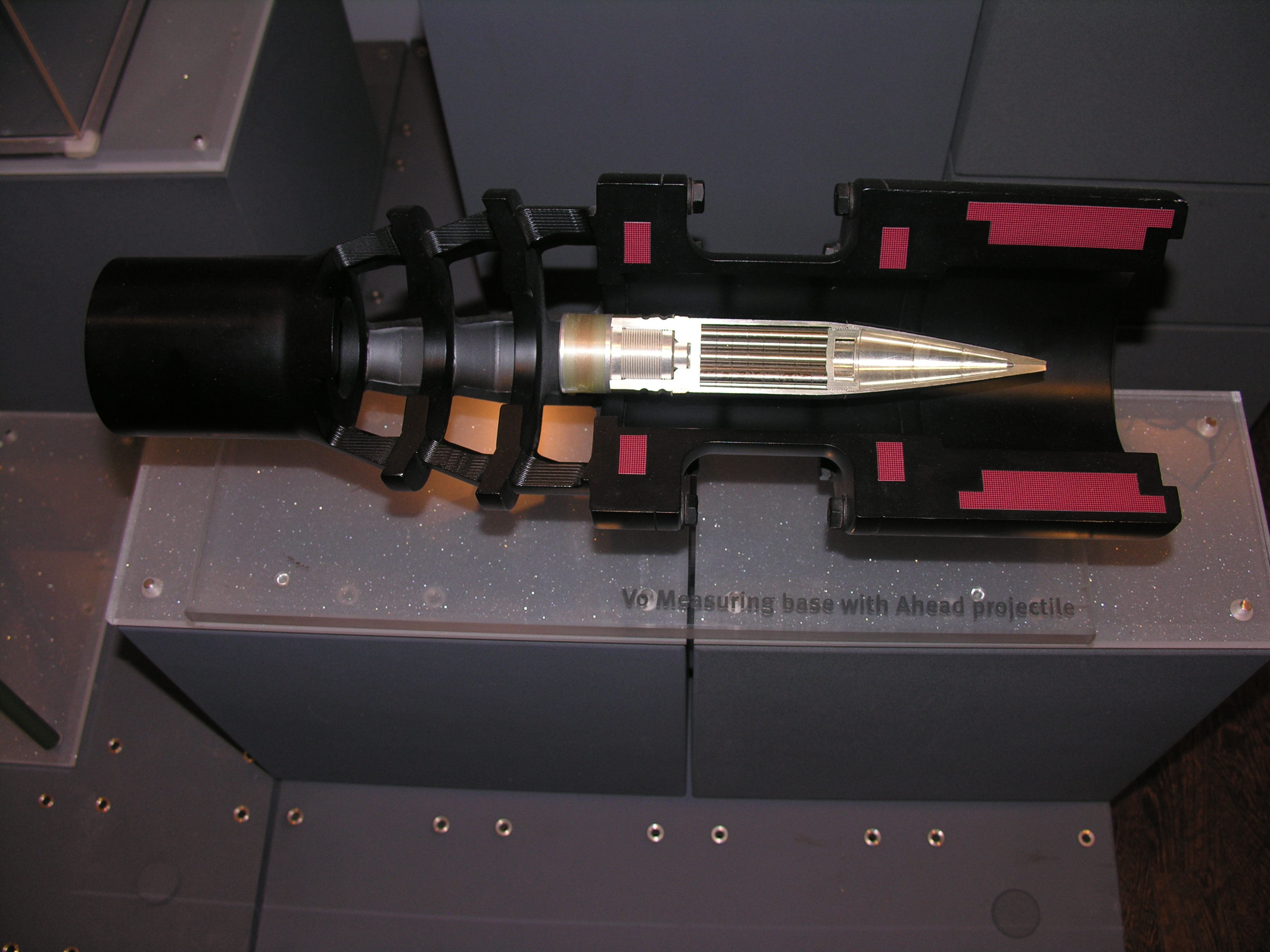
Конструкція снаряду AHEAD

C-RAM (англ. Counter Rocket, Artillery, and Mortar) — різновид тактичної протиповітряної оборони (ППО), що полягає у захисті від ракетних, артилерійських та мінометних обстрілів шляхом знищення відповідних балістичних цілей під час їхнього польоту. Концепція C-RAM є більш широкою за змістом ніж DAMA (англ. Defence Against Mortar Attacks), що стосується лише захисту від мінометних атак.

### Засоби виявлення
Для виявлення та виміру показників траєкторії боєприпасів у польоті, в системах C-RAM використовуються РЛС, оптико-електронні та акустичні засоби.
Задля ефективного вирішення завдань C-RAM відповідні місії мають бути поєднані з заходами контрбатарейної боротьби артилерії та системою сповіщення. Передумовою такої інтеграції є можливість визначення сучасними багатофункціональними РЛС з цифровими антенними решітками не тільки координат ракет, снарядів та мін на траєкторії польоту, а й позицій вогневих підрозділів, які здійснюють обстріл.
Так само, РЛС контрбатарейної розвідки артилерійських підрозділів, також можуть надавати цілевказування засобам C-RAM ППО, оскільки при визначенні позицій вогневих засобів, в них вимірюються і координати руху боєприпасів у повітрі.
Прикладом РЛС комплексів ППО, що використовуються в інтересах завдань C-RAM, є РЛС Giraffe-4 виробництва Швеції, яка може визначати координати одночасно 5 і більше мін калібру 81 мм в польоті з визначенням місця знаходження мінометних позицій.

### Засоби ураження
Для ураження атакувальних боєприпасів у повітрі, найбільш широко застосовуються високоточні зенітні гармати та снаряди програмованого підриву. Прикладом таких комплексів C-RAM є німецька система MANTIS. У цьому разі досягається ймовірність руйнування та підриву мін у повітрі не менше 0.7, на відстані кількох кілометрів з витратою одного-двох десятків зенітних снарядів типу AHEAD.
Згодом, комплекси C-RAM будуть оснащуватися лазерними гарматами, які вже довели свою дієвість при руйнуванні атакувальних мін та некерованих ракет.
Іншим далекосяжним напрямком, є впровадження режиму C-RAM на кожній бронемашині, оснащеній гарматами калібру 30-35 мм. Для цього у відповідних гарматах, має бути можливість програмування дистанційного підриву багатофункціональних снарядів, у яких налаштований підрив, може скасовуватися при ураженні наземних цілей.

## Зовнішні посилання
- GlobalSecurity.org [Архівовано 1 листопада 2018 у Wayback Machine.]'s article on Counter Rocket, Artillery, and Mortar (C-RAM)
- C-RAM Project, Fort Monmouth, C4ISTAR
- Rheinmetall to Develop NBS C-RAM Weapon System [Архівовано 22 січня 2018 у Wayback Machine.]